# Centaurea rhaetica
Centaurea rhaetica là một loài thực vật có hoa trong họ Cúc. Loài này được Moritz. mô tả khoa học đầu tiên.